# Bianca Pascu
Bianca Alexandru Pascu (Brașov, 13 giugno 1988) è una schermitrice rumena, specializzata nella sciabola. Ha vinto due medaglie di bronzo, una ai Campionati mondiali di scherma e una ai Campionati europei di scherma.

## Palmarès
- Mondiali

Budapest 2019: bronzo nella sciabola individuale
- Europei

Tbilisi 2017: bronzo nella sciabola individuale